# Mourad Berrefane
Mourad Berrefane (sinh ngày 18 tháng 3 năm 1986 ở Tizi Ouzou) là một cầu thủ bóng đá người Algérie. Hiện tại anh thi đấu ở vị trí thủ môn cho USM Alger ở Giải bóng đá hạng nhất quốc gia Algérie.

## Sự nghiệp câu lạc bộ
- 1998-1999 NRB Beni Douala  Algérie
- 1999-2011 JS Kabylie  Algérie
- 2011-pres. MC El Eulma  Algérie

## Danh hiệu

### Câu lạc bộ
USM Alger
- Giải bóng đá hạng nhất quốc gia Algérie (1): 2015-16
- Siêu cúp bóng đá Algérie (1): 2016

JS Kabylie
- Giải bóng đá hạng nhất quốc gia Algérie (1): 2007-08
- Cúp bóng đá Algérie (1): 2011
- Vô địch World Military Cup 1 lần cùng với Đội tuyển quốc gia Quân đội Algérie năm 2011